# Антон Доминик Фернкорн
Антон Доминик Ритер фон Фернкорн (Ерфурт, 17. март 1813 – Беч, 16. новембар 1878) био је немачко-аустријски вајар.

## Каријера
Фернкорн је студирао скулптуру код вајара Јохана Баптиста Штиглмајера и Лудвига Михаеле Шванталера у Минхену, 1836–40. Његова прва скулптура „Свети Ђорђе и змај” за двориште палате Монтенуово привукла је пажњу аустријске владе која га је именовала за директора Царске ливнице бронзе у Бечу. Учествовао је 1840. године у побуни против Неокласицизма тог доба. За катедралу у Шпајеру 1858. завршио је шест од осам камених кипова немачких царева који су тамо сахрањени.
Поново се посветио барокној скулптури користећи је као основу за своју коњичку статуу Надвојводе Карла (1859), који је победио Наполеона у бици код Асперна 1809. У овом раду, Фернкорн је вешто извршио тежак задатак стварања монументалне коњаничке статуе са коњем (и јахачем) који су стабилно балансирани на две задње ноге коња.
Његов коњички споменик принцу Еугену Савојском био је мање цењен. У време откривања овог споменика 1865. године, Фернкорнова ментална болест га је онемогућавала да даље ствара.
Фернкорн је добро упамћен по својим портретима, а међу њима су биста аустријског цара Франца Јозефа Првог и погребна биста Карла Лудвига Фрајхера фон Брука (1862). Такође је био запажени анималист, вајајући скулптуре попут Лав из Асперна у Бечу.
Његов кип бана Јосипа Јелачића стоји на средишњем загребачком тргу, названом по бану Јелачићу. Овај кип су првобитно поставиле аустријске власти 19. октобра 1866, упркос протесту загребачког вијећника. У то време споменик је био окренут ка северу. Споменик је уклоњен 1947. године када је влада ФНР Југославије прогласила Јелачића за аустријског колаборационисту. Године 1990. кип је враћен након што је Хрватска кренула путем сепаратизма и иступања из Југославије. Обновљен споменик бану Јелачићу је окренут према југу.
Фернкорн је направио најстарији репрезентативни јавни споменик у Љубљани, бисту фелдмаршала Јозефа Радецког. Споменик је био висок скоро два метра и био је од бронзе. Фелдмаршал Радецки је веома реалистично приказан у својој униформи са украсима и ловоровим венцем као симболом победе и славе. Статуа је требало да одсликава оданост хабзбуршкој круни. Статуа је уклоњњена у ноћи 30. децембра 1918. године, након слома Аустроугарске и завршетка Првог светског рата, а касније је премештена у Народни музеј.</ref> Године 1864. Фернкорн је извајао четири гвоздена пса, који су још увек изложени у парку Тиволи у Љубљани.
Споменик на Фернкорновом гробу, који је направио вајар Јозеф Бејер, налази се на Средишњем бечком гробљу. Споменик се састоји од рељефа уметника, обученог у радно одело и са алатима свог заната, окруженог плитким рељефима неких од његових познатијих дела, укључујући његове коњичке споменике надвојводи Карлу, принцу Еугену и Лаву од Асперна.

Међу његовим ученицима био је и Теодор Фридл.
- Надвојвода Карло, Беч, Аустрија
- Лав од Асперна
- Кип бана Јосипа Јелачића у Загребу
- Биста Бетовена на каменом стубу (15/23. јун 1863), Беч, Аустрија[3]